# Melias (general de Licando)

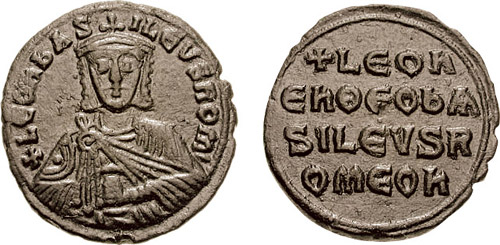
Fólis de r.

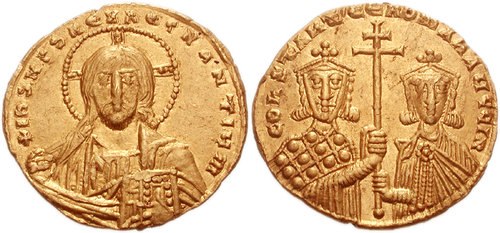
Soldo de r. e seu filho r.

Melias (em grego: Μελίας) ou Melé (em armênio/arménio: Մլեհ, frequentemente Mleh-mec, "Melias, o Grande", em fontes armênias) foi um príncipe armênio que entrou em serviço bizantino e tornou-se um distinto general, fundando o Tema de Licando e participando nas campanhas de João Curcuas contra os árabes.

### Origem e começo da carreira
Melias foi um membro da nobreza nacarar mais baixa, possivelmente da família Varasnúnio; foi possivelmente o neto de Melias, o príncipe de Varasnúnia, que foi morto pelos árabes em 853. Melias aparece pela primeira vez em fontes históricas como um vassalo de Asócio Longímano, um príncipe armênio (possivelmente um bagrátida de Taraunitis) que entrou em serviço imperial bizantino ca. 890. Como parte do contingente armênio de Asócio, ele lutou ao lado bizantino na desastrosa Batalha de Bulgarófigo contra os búlgaros. Asócio pereceu na batalha, junto com a maior parte da força bizantina.
Melias escapou da morte e retornou para seu serviço na fronteira oriental bizantina, onde, de acordo com Constantino VII Porfirogênito (r. 913–959), liderou um grupo de armênios nas guerras fronteiriças contra os árabes como ácritas, dividindo o tempo deles entre raides contra os árabes e banditismo. Depois de participar na falha rebelião de Andrônico Ducas contra o imperador Leão VI, o Sábio (r. 886–912) em 905, contudo, Melias e muitos outros nobres armênios foram forçados a fugir para o fronteiriço Emirado de Melitene para escapar da retaliação.

### Fundação de Licando

Zona fronteiriça árabe-bizantina, onde Melias gastou muito de sua vida

Em 907 ou 908, contudo, através da intervenção do estratego Eustácio Argiro, os refugiados armênios foram perdoados pelo imperador e receberam províncias fronteiriças como quase-feudos: os irmãos Baasácio (Vasak), Crigorício (Grigorik) e Pazunes assentaram-se na fortaleza de Larissa, que formou um turma do Tema de Sebasteia e agora tornou-se um clisura (um distrito fronteiriço fortificado), Ismael (possivelmente um árabe-armênio) recebeu a área desértica de Simpósio, e Melias foi nomeado "turmarca de Eufrateia, os passos (Trípia, do árabe al-Durube) e a terra inculta", cobrindo a zona montanhosa da fronteira em torno do passo de Adata. Destes pequenos senhores da fronteira, apenas Melias manteria sua posição por muito tempo: Ismael morreu em uma ofensiva meliteniana em 909, enquanto Baasácio foi acusado de traição em 913, possivelmente devido a sua associação com a falha usurpação de Constantino Ducas, e banido.
Melias logo ocupou a antiga e deserta fortaleza de Licando, refortificou-a e fez sua sede. O imperador Leão logo elevou-a e sua região circundante para um clisura. Colonizada por imigrantes armênios, pelas próximas décadas, seria uma das principais bases de ataque contra os árabes. De maneira similar, Melias conseguiu ocupar as regiões montanhosas de Tzamando e Simpósio, que tornou-se um clisura e um turma respectivamente. A ameaça que esta nova província e as atividades de Melias colocou nos emirados árabes da zona fronteiriça (tugur) é reconhecido nas fontes árabes, onde Melias é mencionado como saíbe al-Durube ("Senhor dos Passos"). Em 909 ou 912, um grande assalto dos árabes de Tarso sob Rustã ibne Baradu foi lançado contra ele, mas foi repelido com sucesso. Em 914/915, os árabes tarsos lançaram um ataque em Tzamando, que eles tomaram e arrasaram, mas em retaliação Melias e seus homens invadiram o território árabe tão longe quanto Marache (Germaniceia, atual Kahramanmaraş), supostamente trazendo 50 000. Em reconhecimento de seu sucesso contra Marache, em 916 o clisura de Licando foi elevado ao estatuto de tema completo, com Melias como seu estratego com o posto de patrício e mais tarde magistro. No ano seguinte, Melias e suas tropas tomaram parte na campanha contra a Bulgária que levou a outra derrota desastrosa em Anquíalo em 20 de agosto de 917.

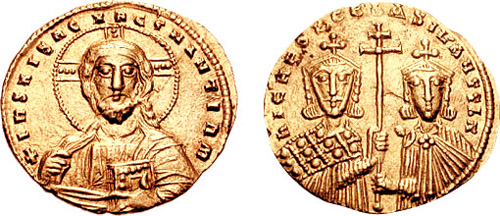
Histameno do imperador bizantino r. e seu afilhado r.

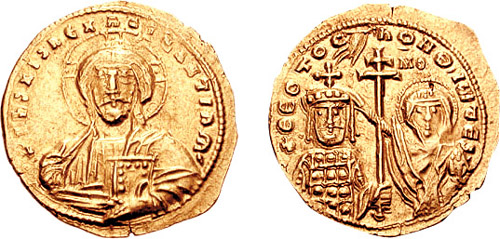
Histameno de João I Tzimisces

Melias reaparece novamente nas campanhas de João Curcuas, onde desempenhou um papel proeminente. Em 927, Curcuas e Melias atacaram Melitene, e conseguiram invadir a cidade, embora a cidadela resistiu. Como resultado, Melitene prometeu vassalagem ao Império Bizantino. No evento, Melitene logo renunciou este tratado, e foi colocada novamente sob cerco pelos bizantinos. De acordo com um registro árabe, Melias tentou se infiltrar na cidade disfarçando algumas de suas tropas como artesãos, mas a manobra foi frustrada. No entanto, a cidade logo após aceitou sediar uma guarnição bizantina. Em 930, Melias invadiu o território próximo de Samósata, mas foi derrotado pelo general árabe Nedijém, e um de seus filho foi capturado e legado para Bagdá. É mencionado pela última vez quando participou nas etapas abertas da campanha que levou a captura final de Melitene em 19 de maio de 934, mas nem fontes árabes nem bizantinas mencionam-o durante ou após o evento, fazendo com que seja provável que morreu cerca deste tempo.
Os descendentes de Melias, contudo, continuaram a desempenhar um importante papel em Licando e no exército bizantino: outro Melias é registrado como servindo com João Tzimisces durante o reinado do imperador Nicéforo II Focas (r. 963–969) e durante o próprio reinado de Tzimisces (r. 969–976). Tem sido sugerido que a memória de Melias foi preservada na figura do apélata Melementzes no poema acrítico Digenis Acritas.